# Extol
Extol é uma banda de metal cristão da Noruega. A banda tocou diversos estilos dentro do metal extremo, como  Black Metal , technical death metal, melodic death metal e mais recente um estilo bastante difícil de rotular, podendo ser chamado simplesmente de metal experimental ou metal progressivo.
A banda esteve em hiato desde 2007 e retornou em 2013 para a gravação de um novo álbum e um documentário previsto para ser lançado em 2014.

## Integrantes

### Membros
- Peter Espevoll
- David Husvik
- Ole Børud

### Ex-membros
- Christer Espevoll
- John Robert Mjåland
- Eystein Holm
- Emil Nikolaisen
- Tor Magne Glidje
- Ole Halvard Sveen

## Discografia
- Burial (1998)
- Mesmerized (EP) (1999)
- Undeceived (2000)
- Paralysis (EP) (2001)
- Synergy (2003)
- The Blueprint Dives (2005)
- Extol (2013)